# Kowit Wattana
Kowit Wattana (en tailandés: โกวิท วัฒนะ) (11 de marzo de 1947) fue Comisario General de la Real Policía de Tailandia de 2004 a 2007.
Después del golpe de Estado en Tailandia en 2006, Kowit fue nombrado miembro del Consejo de Seguridad Nacional. El 22 de septiembre, el Consejo otorgó a Watana todo el poder sobre la Policía. Fue nombrado Presidente de la Comisión Nacional de Policía a la que se asignó la reforma del proyecto policial aprobado en 2004; dicho proyecto había sido ya aprobado por el Parlamento. Bajo la estructura legal previa al golpe de Estado, el primer ministro era responsable de la Presidencia de la Comisión Nacional de Policía. Wattana fue reemplazado de su puesto de la Presidencia de la Comisión de la Real Policía Tailandesa y del Consejo de Seguridad Nacional en 2007 por Seripisut Temiyavet. Se publicó que la razón de su destitución obedecía a un caso de evasión de impuestos, sin que se haya probado.